# Artenara
Artenara är en kommun i Spanien. Den ligger i den autonoma regionen Kanarieöarna i sydvästra delen av landet, 1 800 km sydväst om huvudstaden Madrid. Antalet invånare är 1 029 (2024). Arean är 66,42 kvadratkilometer. Artenara ligger på ön Gran Canaria i ögruppen Kanarieöarna. Artenara gränsar till Tejeda, Agaete, Gáldar, Moya och Aldea de San Nicolás. 